# Замок Пемброк
Замок Пемброк (валл. Castell Penfro) — величний середньовічний замок, розташований у центрі міста Пемброк, графство Пембрукшир, Уельс. Стратегічно розміщений на скелястому мисі, що височіє над естуарієм річки Кледдау, він є одним з найвідоміших та найкраще збережених норманських замків Уельсу, значною мірою перебудований з каменю у XII столітті. Замок відомий як місце народження короля Генріха VII у 1457 році, засновника династії Тюдорів.

## Історія:
Місце, де розташований Замок Пемброк, було заселене щонайменше з римських часів. Перше укріплення, дерев'яна споруда типу мот і бейлі, було засноване тут у 1093 році Арнульфом з Монтгомері під час Нормандського завоювання Уельсу. Цей ранній замок слугував важливим прикордонним постом на норманських землях південно-західного Уельсу.
Через століття, у 1189 році, замок перейшов у володіння Вільяма Маршала, однієї з наймогутніших і найвпливовіших фігур Британії XII століття. Маршал одразу ж розпочав перетворення земляного та дерев'яного укріплення на вражаючий норманський кам'яний замок, побудувавши більшу частину споруди, яку ми бачимо сьогодні. Він збудував внутрішній двір, до складу якого входить характерний Великий Донжон з рідкісним купольним кам'яним дахом.
Замок залишався важливою фортецею протягом усього середньовіччя, переходячи у володіння видатних шляхетних родин, включаючи родини Валенс та Гастінгс. У 1452 році він перейшов у власність Джаспера Тюдора, і саме тут у 1457 році народився його племінник, Генріх Тюдор (пізніше король Генріх VII). Ця подія забезпечила Замку Пемброк значне місце в історії Британії.
Під час Війни Троянд (XVII століття) Замок Пемброк пережив один зі своїх найдраматичніших епізодів. Спочатку його утримували сили Парламенту, але згодом він став оплотом роялістів. У 1648 році замок витримав значну облогу силами Олівера Кромвеля. Після його захоплення Кромвель наказав зруйнувати замок (навмисно пошкодити), щоб запобігти його подальшому військовому використанню, що призвело до століть занепаду.
Масштабні реставраційні роботи розпочалися у 1928 році, коли сер Айвор Філіпс придбав руїни, провівши значну роботу з відновлення стін і веж. Сьогодні Замок Пемброк належить приватному благодійному фонду, заснованому у 1969 році, і відкритий для публіки. Він вважається найбільшим приватним замком Уельсу.
Архітектура та особливості
Замок Пемброк є чудовим зразком норманської та пізнішої середньовічної військової архітектури. Його дизайн повністю використовує природне оборонне положення на скелястому мисі, зі стрімкими схилами, що утворюють природний бар'єр з трьох боків. З боку суходолу розташовані грізні куртини та складні ворота.

## Ключові архітектурні особливості включають:
- Великий Донжон: Масивна п'ятиповерхова циліндрична вежа, заввишки понад 23 метри (80 футів), що домінує над внутрішнім двором. Її вигнута форма робила її дуже стійкою до снарядів, а її цілий купольний кам'яний дах є рідкісним вцілілим елементом середньовічного періоду. Стіни біля її основи мають товщину приблизно 6 метрів (19 футів).
- Ворота: Вражаюча споруда з двома ґратами-герсами, міцними дверима та низкою стрільниць, що забезпечують надійний захист біля головного входу до замку.
- Печера Вогана (Wogan's Cavern)[11]: Велика, природно утворена підземна печера, розташована безпосередньо під внутрішнім двором замку. Історично вона була доступна з річки, потенційно слугуючи прихованим шляхом постачання. Археологічні дані свідчать, що ця печера була заселена ще в доісторичну епоху.
- Концентричні стіни: Замок має внутрішній та зовнішній двори, оточені значними куртинами та оборонними вежами, укріпленими Вільямом де Валенсом у XIII столітті.

План замку часто описується як лінійне укріплення, через його пристосування до природного мису, подібно до пізніших замків XIII століття, таких як Карнарвон та Конуї.

## Туризм та спадщина:
Сьогодні Замок Пемброк є однією з головних туристичних пам'яток у Пембрукширі. Відвідувачі можуть досліджувати його численні проходи, тунелі та сходи, піднятися на Великий Донжон та спуститися до Печери Вогана. Замок пропонує історичні експозиції, інтерактивні виставки та часто проводить щоденні заходи, включаючи історичні реконструкції та демонстрації соколиного полювання протягом літніх місяців.